# Воробйовка (Воронезька область)
Воробйовка (рос. Воробьёвка) — село у Воробйовському районі Воронезької області Російської Федерації.
Населення становить 3905 осіб. Входить до складу муніципального утворення Воробйовське сільське поселення.

## Історія
Населений пункт розташований у межах українського історико-культурного регіону Східної Слобожанщини. До Перших визвольних змагань належав до Воронезької губернії.
Від 1928 року належить до Воробйовського району, спочатку в складі Центрально-Чорноземної області, а від 1934 року — Воронезької області.
Згідно із законом від 15 жовтня 2004 року входить до складу муніципального утворення Воробйовське сільське поселення.

## Населення
| 1959  | 1979  | 1989  | 2002  | 2010  | 2012  | 2013  |
| ----- | ----- | ----- | ----- | ----- | ----- | ----- |
| 4265  | ↗4370 | ↗5702 | ↘4482 | ↘4103 | ↘3984 | ↘3929 |
| 2014  |       |       |       |       |       |       |
| ↘3905 |       |       |       |       |       |       |